# トゥルー・フェイス
「トゥルー・フェイス」（True Faith）は、ニュー・オーダーが1987年に発表した楽曲である。1994年にはこの曲のニュー・ヴァージョン「トゥルー・フェイス 94」もリリースされている。この項ではオリジナルシングルにカップリングされていた楽曲「1963」（1963）についても記述する。

## 「トゥルー・フェイス / 1963」
オリジナルの「トゥルー・フェイス」は1987年、彼らの初のベスト・アルバム『サブスタンス』に先駆けて発売されたシングルであり、同アルバムにも収録されている。ファクトリー・レコードのカタログ番号はFAC 183。全英シングルチャートでは初のトップ10入りとなる最高4位、また全米ビルボード誌では初の全米トップ40ヒットとなった（最高位32位）。
作曲とプロデュースにも参加したスティーヴン・ヘイグはペット・ショップ・ボーイズなども手掛けているプロデューサーで、バンドとのコラボレートはこれが最初である。その後リリースされたシングル「ラウンド&ラウンド」「ワールド・イン・モーション」やアルバム『リパブリック』などでも彼の名前をよく見るようになる。
当初、この曲の歌詞は、“Now that we've grown up together, they're all taking drugs with me" だったが、これではラジオで放送できないと判断したヘイグがメンバーを説得して上記歌詞の後半部分を “they are afraid of what they see” に変更させた逸話があるが、今でもライヴでは変更前の歌詞がよく使われている。
この曲は翌年公開された映画『再会の街/ブライトライツ・ビッグシティ』のサウンドトラックにシェップ・ペティボーンによるリミックス・ヴァージョンが収録された。このリミックス・ヴァージョンは1995年リリースのベスト・アルバム『ザ・レスト・オブ・ニュー・オーダー』にも収録されている。また2000年（日本では2001年公開）の映画『アメリカン・サイコ』のサウンドトラックにも収録された。2012年にはカナディアン・サイコと呼ばれた殺人犯ルカ・マグノッタが猫を虐待死させる動画のBGMにこの曲を流したことから、2021年にはこれを模倣してこの曲をBGMにした猫虐待動画を投稿後、殺人を犯した事件がイギリスで発生した。
カップリング曲は「1963」。この曲はアメリカ大統領ジョン・F・ケネディをテーマにした楽曲である。ベスト・アルバム『サブスタンス』のCD盤にも収録されている。

### シングルジャケット
ニュー・オーダー作品のジャケットのほとんどはグラフィックデザイナーのピーター・サヴィルが手掛けており、この曲も同様で青地の背景に枯れ葉が描かれたものであるが、裏には「NEW ORDER TRUE FAITH 1963」との文字が刻まれている。ちなみにベスト・アルバムの『サブスタンス』のジャケットはこれと同じ字体と配置で「NEW ORDER SUBSTANCE 1987」の文字が刻まれている。

### 日本国内盤
日本では1987年7月20日、ファクトリー・レコードの販売を行っていた日本コロムビアより12インチシングルとしてリリースされた。収録曲は以下のとおり；
Side-A トゥルー・フェイス True Faith - 5:55
Side-B 1963 1963 - 5:32

### プロモーション・ビデオ
- 「トゥルー・フェイス」のPVは舞踏家・映像作家のフィリップ・ドゥクフレが監督を務め、1987年の Brit Awards PV賞を受賞した。後にフィリップは1992年のアルベールビルオリンピック開会式・閉会式の演出を担当することになる。

## 「トゥルー・フェイス 94」
1994年にリリースされたベスト・アルバム『ザ・ベスト・オブ・ニュー・オーダー』からのシングルカット作品で、このベストアルバム用に録音されたニュー・ヴァージョンである。しかしながらオリジナルとは大差なく、プロデューサーがオリジナルでは彼らとステファン・ヘイグだったものがステファン・ヘイグとマイク・スパイク・ドレイクに替わったくらいである。この『ザ・ベスト・オブ・ニュー・オーダー』にはこの曲と前述の「1963」を含め計4曲のニュー・ヴァージョンが収録されているが、このニュー・ヴァージョンについて彼らは一切ノーコメントである。全英シングルチャートでは最高位9位を記録した。

### 日本国内盤
日本では1994年11月26日ロンドン・レコード作品の日本販売を行っていたポリドール（現・ユニバーサルミュージック）からCDシングルとして発売された。収録曲は以下のとおり。
1. トゥルー・フェイス 94（レディオ・エディット） True Faith-94 (Radio Edit)  - 4:28
2. トゥルー・フェイス 94（パーフェクト・レディオ・エディット） True Faith-94 (Perfecto Radio Edit)  - 4:05
3. トゥルー・フェイス 94（パーフェクト・ミックス） True Faith-94 (Perfecto Mix)  - 6:23
4. トゥルー・フェイス 94 True Faith-94 - 5:34
5. トゥルー・フェイス 94（TWAグリム・アップ・ノース・ミックス） True Faith-94 (TWA Grim Up North Mix)  - 6:11

## 「1963 - 95」
前述の『ザ・ベスト・オブ・ニュー・オーダー』からは1995年に「1963」のニュー・ヴァージョンと、アーサー・ベイカーによるリミックス・ヴァージョンが収録されたシングルもリリースされた。全英チャートで21位を記録。このアーサー・ベイカーによるリミックス・ヴァージョンは2003年リリースのCD-BOXセット『レトロ』にも収録されている。
日本ではシングルリリースされていない。

## カバー
この曲にはいくつかのカバー・ヴァージョンが存在する。主なものは次のとおり。
- - Ghoti Hook（1998年） - アルバム『Songs We Didn't Write』に収録
  - Donots（2002年） - アルバム『Better Days Not Included』に収録
  - Flunk（2004年） - アルバム『Morning Star』に収録
  - Anew Revolution（2008年） - アルバム『Rise』に収録
  - ジョージ・マイケル（2011年） - チャリティー団体コミック・リリーフのためにシングルとして発売